# SOV35
Xperia XZs SOV35 (エクスペリア エックスゼットエス エスオーブイ サンゴ) は、ソニーモバイルコミュニケーションズによって開発された、auブランドを展開するKDDIおよび沖縄セルラー電話の第3.9世代移動通信システム (au 4G LTE/au VoLTE)、第4世代移動通信システム (au 4G LTE CA/WiMAX2+) 対応スマートフォンである。

## 概要
SOV34の後継機種。本機種はXperia Xシリーズの日本国内第3弾端末となる。
カメラ機能が強化されており、新たに1秒960コマの「スーパースローモーション」や「先読み撮影」に対応した。
CPUはSOV34と同じQualcomm Snapdragon 820が使われている。

## その他機能
※PC向けWebブラウザが標準装備されている。携帯向けサイト (EZWeb) は他のスマートフォンやPCと同じく閲覧不可。
- 安心セキュリティパックはフル対応

## 歴史
- 2017年5月23日 - KDDI、およびソニーモバイルコミュニケーションズジャパンより公式発表[1]。
- 2017年5月26日 - 発売開始。
- 2018年2月9日 - Android™ 8.0にアップデート。

## アップデート
2017年6月12日のアップデート
ビルド番号 ： 41.2.C.0.195
- セキュリティ機能の改善（セキュリティパッチレベルを2017年6月へ更新）

2017年7月25日のアップデート
ビルド番号：41.2.C.0.214
- 「SDカードエラー」と表示されカメラが起動できない現象の改善
- セキュリティ機能の改善（セキュリティパッチレベルを2017年7月へ更新）

2017年9月26日のアップデート
ビルド番号：41.2.C.0.228
- セキュリティ機能の改善（セキュリティパッチレベルを2017年9月へ更新）

2017年11月21日のアップデート
ビルド番号：41.2.C.0.251
- セキュリティ機能の改善（セキュリティパッチレベルを2017年11月へ更新）

2018年2月9日のアップデート
ビルド番号：41.3.C.0.297
- Android™ 8.0による機能・操作性の向上
- セキュリティ機能の改善（セキュリティパッチレベルを2018年2月1日へ更新）

2018年3月28日のアップデート
ビルド番号：41.3.C.0.303
- 「世界データ定額」ご利用時の動作改善

2018年4月17日のアップデート
ビルド番号：41.3.C.1.50
- セキュリティ機能の改善（セキュリティパッチレベルを2018年4月へ更新）

2018年6月21日のアップデート
ビルド番号：41.3.C.1.89
- スヌーズ通知が消えない場合がある現象の改善
- セキュリティ機能の改善（セキュリティパッチレベルを2018年6月へ更新）

2018年8月23日のアップデート
ビルド番号：41.3.C.1.120
- セキュリティ機能の改善（セキュリティパッチレベルを2018年8月へ更新）